# Collospermum microspermum
Collospermum microspermum är en enhjärtbladig växtart som först beskrevs av John William Colenso, och fick sitt nu gällande namn av Carl Skottsberg. Collospermum microspermum ingår i släktet Collospermum och familjen Asteliaceae. Inga underarter finns listade i Catalogue of Life.